# Leni Riefenstahl
Helene Bertha Amalia Riefenstahl, més coneguda com a Leni Riefenstahl, (22 d'agost del 1902, Berlín - 8 de setembre del 2003, Pöcking, Alemanya), fou una ballarina, actriu, directora i fotògrafa alemanya. Tot i una considerable obra entre el 1932 i el 1936, va ser rebutjada per la majoria de cineastes pel seu apropament al nazisme.

## Ballarina i actriu
A partir del 1918 va a classes de pintura i de dibuix a la Kunstakademie (Acadèmia d'arts) de Berlín. També va a classes de dansa clàssica i moderna.
A partir del 1920 coneix un cert èxit en la dansa i participa en diverses gires a Alemanya, Txecoslovàquia i a Suïssa. El 1923 balla el seu primer solo a Múnic en el paper de Diotima. És llavors quan és contractada per Max Reinhardt com a ballarina solista per al Teatre Alemany de Berlín.
És el 1926 quan Arnold Fanck la descobreix i li confia el seu primer paper al cinema a la pel·lícula Der heilige Berg. És el debut d'una carrera relativament prolífica d'actriu de pel·lícules de muntanya.
Adquireix una gran popularitat entre el públic interpretant personatges principals a pel·lícules com Der große Sprung, Weiße Hölle amb Piz Palü, Stürme über dem Mont Blanc i Der weiße Rausch. Per fer aquests personatges va haver d'aprendre alpinisme i esquí.
Un cop va aprendre les bases de la direcció, de l'enquadrament i del muntatge, finalment es llança ella mateixa a la direcció. Després d'haver fundat el 1931 la seva pròpia agència de realització, el Leni Riefenstahl Film Studio, realitza un any més tard la seva primera pel·lícula, Das blaue Licht, en la qual ella fa el paper principal. Aquesta pel·lícula, que constitueix una crida a la tolerància i al respecte, rebrà el Lleó d'Argent a la Mostra de Venècia.

## Directora de propaganda
És també aquesta pel·lícula que atreu l'atenció d'Adolf Hitler. Ella es troba amb el Führer la primera vegada el maig del 1932 i estableix amb ell relacions de respecte mutu. Després de la pujada al poder del partit nazi, Hitler demana a Leni filmar els congressos del partit, que es feien a Nuremberg. Serà Sieg des Glaubens (1933) i sobretot Triumph des Willens, 1934), una pel·lícula-documental grandiosa que revela alhora tot l'estetisme i la grandiloqüència cinematogràfica de Leni i constitueix un dels documentals de propaganda més importants.
Després d'una expedició a Groenlàndia, on filma la pel·lícula SOS Eisberg, continua el seu treball per al partit nazi i produeix diverses pel·lícules-documentals molt destacades. Realitza llavors Triumph des Willens, per a tal film mobilitza setze equips de rodatge (més de 100 persones) i enregistra més de 60 hores de documents. La pel·lícula roman a la història del film de propaganda com un dels més cèlebres i més eficaços. Col·loca les càmeres de tal mode per crear un ambient gairebé mitològic al voltant dels caps de partit en un decorat concebut pel cèlebre arquitecte Albert Speer. Els efectes de llum i la música ambienten el valor i la força dels símbols del partit: la creu gammada, les banderes, l'àguila del Reich. Aquest film serà coronat el 1934 amb el Premi de pel·lícula alemanya i amb el Lleó d'Or al Festival de Venècia, i el 1937 amb el Grand Prix International a l'Exposició Universal de París d'aquell any.
La reintroducció al servei militar obligatori el 1935 dona a Leni l'ocasió de la seva pel·lícula Tag der Freiheit - unsere Wehrmacht.

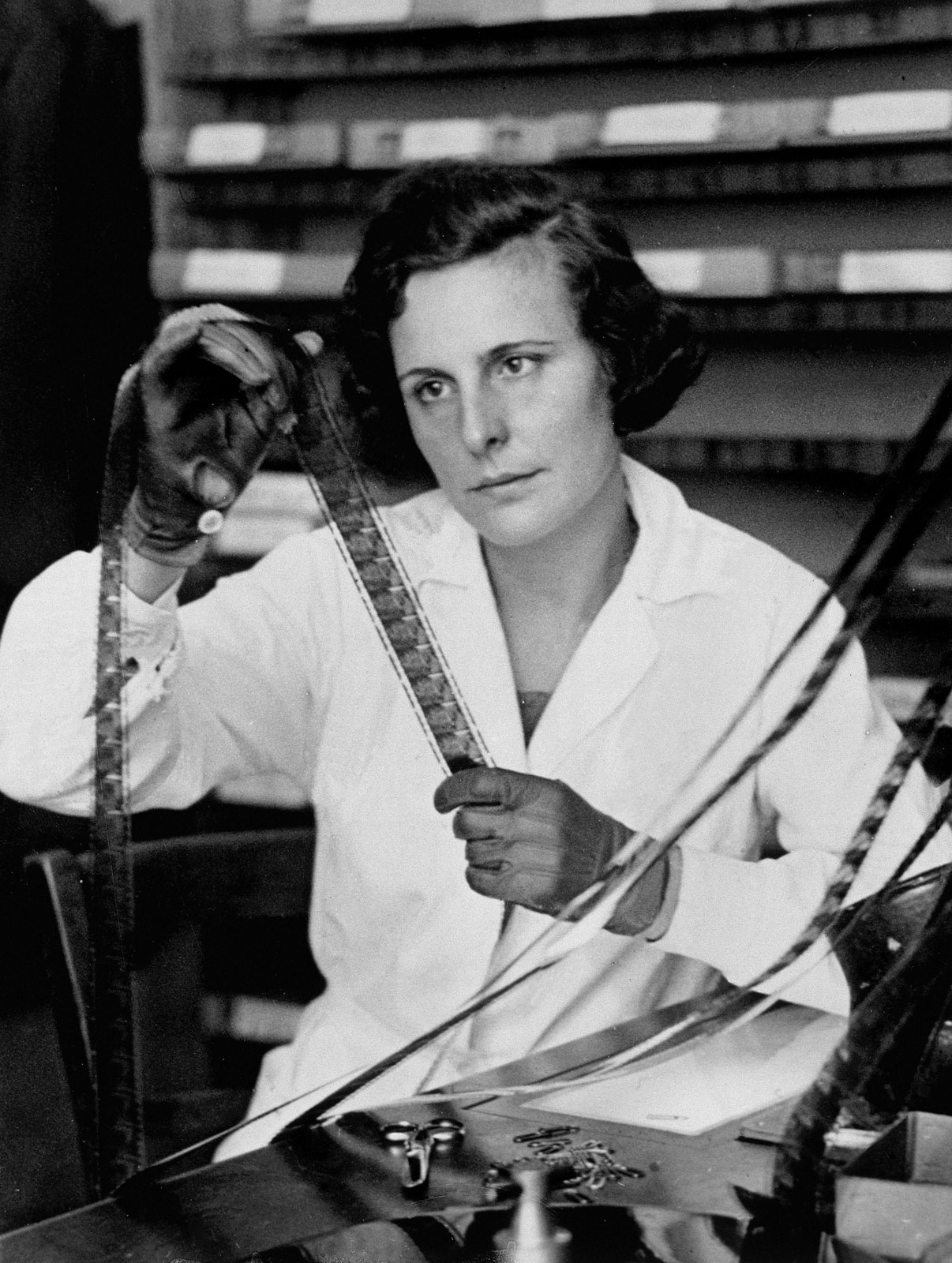
Leni Riefenstahl el 1935

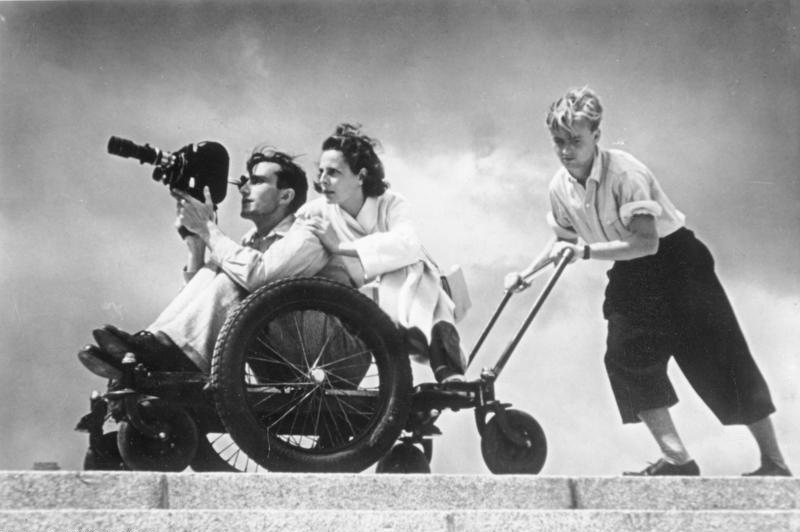
Leni Riefenstahl amb el seu càmera durant el rodatge d'Olympia, agost del 1936

L'any 1936 ofereix a Leni Riefenstahl l'esdeveniment ideal per a realitzar una gran pel·lícula sobre els Jocs Olímpics d'Estiu de 1936 de Berlín: Olympia. Per tal de dirigir Olympia, posa en escena una tècnica fins aleshores inaudita i filma per primera vegada durant les proves. El treball de muntatge, que durà 18 mesos, donarà el naixement a dues parts diferents de la pel·lícula Olympia: Fest der Völker i Fest der Schönheit. En aquest projecte, les imatges esportives adquireixen una dimensió pròpiament artística: la realitzadora intenta exaltar la bellesa del cos masculí atlètic. Aquesta pel·lícula és considerada com un dels millors documentals de la història del cinema per les seves diferents tècniques innovadores com els enquadraments, l'ús del tràveling, de càmeres sobre rails i de càmeres submarines. La primera projecció de la pel·lícula (les dues parts duren aproximadament 4 hores) té lloc el 20 d'abril del 1938 en homenatge a l'aniversari del Führer. Una vegada més, aquest film adquireix un gran reconeixement internacional, i rep el Primer Premi al Festival de Venècia. Leni Riefenstahl rebrà el 1939 una medalla d'or de part del Comitè Olímpic Internacional per aquesta pel·lícula.
Les pel·lícules de Leni Riefenstahl i l'admiració d'Adolf Hitler valen a la directora l'enemistat del ministre de propaganda, Joseph Goebbels, qui veu en l'amistat entre la realitzadora i el Führer una amenaça per a la seva pròpia posició.

## Segona Guerra Mundial
Durant els anys 1940 i 41 Leni Riefenstahl treballa en un nou film, Tiefland (basat en l'obra teatral Terra baixa), pel qual disposa de 60 sintis i gitanos reclutats i trets de camps de concentració, on van tornar després del rodatge de la pel·lícula. Després de la guerra, aquest fet li serà retret diverses vegades davant de tribunals.
A partir del 1941, el curs de la guerra, així com problemes de salut, l'impedeixen de continuar el seu treball de direcció.
El 1944 es casa amb Peter Jacob, de qui se separarà tres anys més tard.

## La postguerra
Després de la Segona Guerra Mundial, blanc de l'odi dels seus col·legues, sobretot de Hollywood, és portada sota la protecció de les autoritats franceses d'ocupació d'Alemanya.
Portada davant de tribunals el 1948, acusada de no haver retribuït els gitanos i els sintis de la seva pel·lícula Tiefland i d'haver-los promès salvar-los de la deportació, tot i que després van tornar als camps de concentració, fou finalment absolta.
El 1949, un nou procés l'oposa a la revista Bunte, qui havia publicat les calúmnies a la pel·lícula Tiefland, procés del qual surt victoriosa. Aquest no serà l'últim procés, n'hi haurà més a causa del seu treball de propaganda per al règim nazi.
És el 1954 quan acaba finalment la seva pel·lícula Tiefland, que serà un fracàs.
És a partir d'aquesta data que es decanta essencialment per la fotografia, realitzant diversos reportatges fotogràfics sobre els nubans del Sudan (aprèn llur llengua). Aquests reportatges són la causa d'un reconeixement internacional als anys 70.
L'any 1972 obté una acreditació oficial per cobrir els Jocs Olímpics de Múnic com a fotògrafa.
El 1976 és convidada d'honor als Jocs Olímpics de Montreal.
Encara preparada per assumir reptes en la seva feina, aprèn amb 72 anys a fer submarinisme per fer una pel·lícula sobre l'univers submarí. Publica llavors un llibre de fotografies, Korallengärten.
El 1982, la cadena alemanya WDR emet un reportatge titulat Zeit des Schweigens und der Dunkelheit en què són reiterats els retrets contra Leni Riefenstahl i la seva col·laboració amb el partit nazi.
Respon a totes les acusacions publicant les seves memòries el 1987. Hi desmenteix tota complicitat amb el règim nazi i afirma que només se'n va unir artísticament. Tot i l'èxit d'aquest llibre (traduït a 9 llengües), encara és maltractada per la crítica.
El 1992, Ray Müller realitza una pel·lícula-documental biogràfica sobre Leni Riefenstahl, Die Macht der Bilder. Aquesta pel·lícula és en un principi emesa a la televisió alemanya i hi té un gran èxit. Serà premiada amb els premis Emmy als Estats Units, i farà sensació al Museu d'Art Modern de Nova York.
El 2000, amb 98 anys, té un accident d'helicòpter durant el seu últim viatge al Sudan, però sobreviu. El 2002 presenta la seva última pel·lícula Impressionen unter Wasser, basada en 25 anys de submarinisme. Mor el 8 de setembre del 2003 a Pöcking, prop de Múnic, amb 101 anys.
Diversos anys abans de la seva mort, nombrosos cineastes havien anunciat llur intenció de filmar una ficció sobre ella, però ella sempre s'havia oposat a aquest tipus de projecte: «Segurament es filmarà la meva vida... quan ja no sigui aquí». El 2007 es va anunciar una pel·lícula sobre la seva vida, que havia de ser interpretada per Jodie Foster, però al final el projecte es va cancel·lar. El 2024, el cineasta alemany Andreas Veiel realitza una pel·lícula-documental amb material d'arxiu sobre Leni Riefenstahl, Riefenstahl, després de tenir accés a 700 caixes del seu arxiu personal. Es va estrenar al Festival de Venècia l'agost de 2024.

## Filmografia
- 1926: Der heilige Berg. Co-dirigida amb Arnold Fanck.
- 1932: Das blaue Licht. Co-dirigida amb Béla Balázs.
- 1933: Der Sieg des Glaubens
- 1934: Triumph des Willens
- 1935: Tag der Freiheit: Unsere Wehrmacht
- 1936: Olympia[18]
- 1954: Tiefland. Adaptació de Terra baixa d'Àngel Guimerà.
- 1965: Allein unter den Nuba. No estrenada, possiblement perduda. Se'n conserven fotografies.[19]
- 2002: Impressionen unter Wasser

## Obra publicada
- Riefenstahl, Leni. Die Nuba, 1973. ISBN 978-0-312-13642-0.
- Riefenstahl, Leni. Die Nuba von Kau, 1976. ISBN 978-0-312-16963-3.
- Riefenstahl, Leni. Korallengärten, 1978. ISBN 978-0-06-013591-1.
- Riefenstahl, Leni. Mein Afrika, 1982. ISBN 978-0-517-54914-8.
- Riefenstahl, Leni. Leni Riefenstahl's Memoiren, 1987. ISBN 978-3-8228-0834-4.
- Riefenstahl, Leni. Wunder unter Wasser, 1990. ISBN 978-3-7766-1651-4.
- Riefenstahl, Leni. Leni Riefenstahl: a memoir.  Nova York: Picador, 1995. ISBN 9780312119263.
- Riefenstahl, Leni. Africa, 2002. ISBN 978-3-8228-1616-5.
- Riefenstahl, Leni. Riefenstahl Olympia, 2002. ISBN 978-3-8228-1945-6.